# Hatvany-Deutsch-kastély

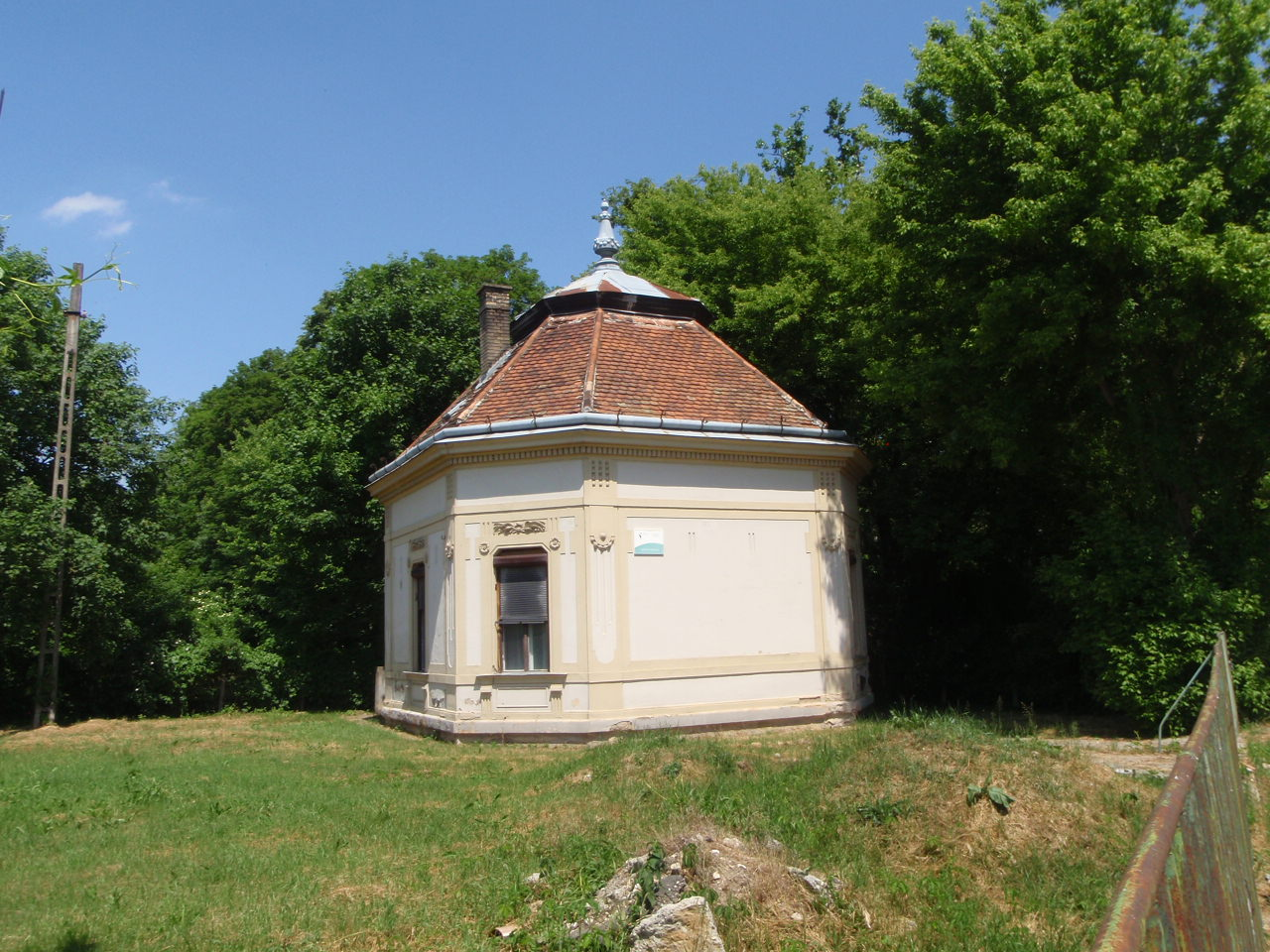
Hatvany-Deutsch-kastély vadászháza, később kertészlak, ma lakás

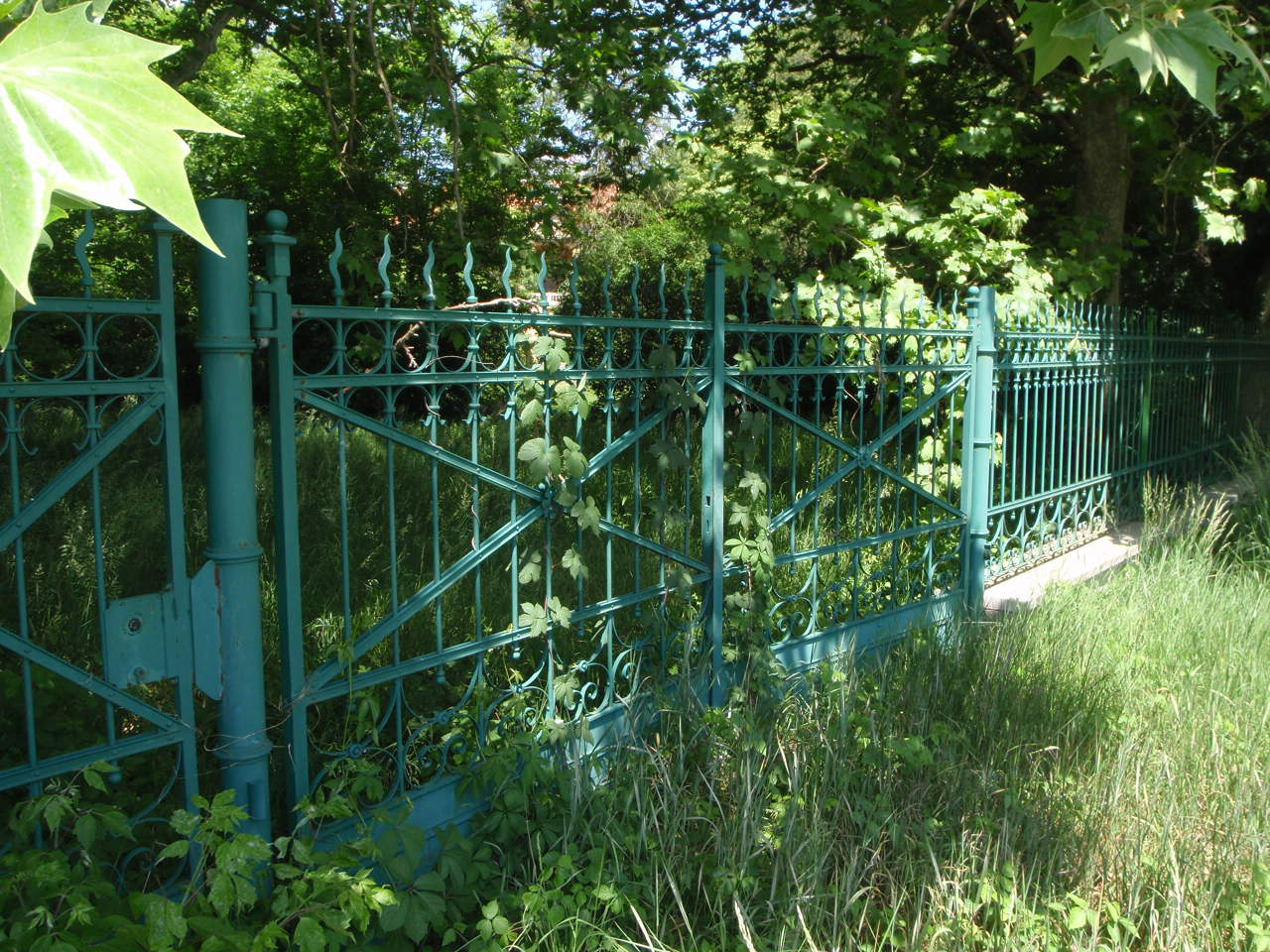
Hatvany-Deutsch-kastély míves kerítése

A Hatvany-Deutsch-kastély (más néven Cukorgyári-kastély) kastély Sárvár területén, az egykori cukorgyár mellett. Schannen Ernő budapesti műépítész tervezte. Nincs műemléki jegyzéken.
Az épület összes alapterülete: 2756 m2. Mindez négy szinten oszlik el. A cukorgyár lebontása után a területet üdülő- és lakóövezetté minősítették.

## Története
A cukorgyár melletti kastélyt a gyár egykori tulajdonosa, báró Hatvany Béla építtette 1898–99-ben. Tervezője Schannen Ernő budapesti műépítész volt. Átadására 1899. április 19-én került sor. Az építtető 1932-ben meghalt és a Hatvany Péter örökölte az épületet, aki a gyár modernizálását tervezte. 1936-ban meghalt. 
A kastélyt 1936-ban testvére Hatvany Pál örökölte. Ő maga ritkán fordult meg itt és inkább nyári rezidenciának használta, mivel idejét az európai utazások kötötték le, illetve feleségével Londonban telepedtek el. A szomszédos cukorgyárból a jelentéseket is az angol fővárosba küldték mindennap. 1939-től 1945-ig a "22-es számú bevonulási központ"ként működött. 1945. március 27-én leégett, majd helyreállították. 
A bevonulást követően az oroszok foglalták el. Aztán kultúrházat és bölcsődét alakítottak ki. 1954-55-ben az épület belsejét átépítették, a nagyteremben színpadot építettek, az erkélyt megtoldották. 2000-ben - a cukorgyár megszűnése után - az épület magántulajdonba került. Jelenleg üres, eladás alatt áll.
Ez év elején (2017.) új tulajdonosa lett, a városban más sikeres vállalkozást is működtető dr. Molnár Csaba állatorvos és családja vásárolta meg.

## Leírása
A négyszögű épület sarkai és szárnyainak közepe rizalittal tagoltak. A déli főbejárat rizalitjának első emeletén bábkorlátos erkély található. Csonkolt tetejű timpanonjának közepén a Hatvany-Deutsch család fő címermotívuma, a négylevelű lóhere látható címerpajzsban. Az északi, kerti homlokzat valamikor balusztrádos kőerkélye két dór oszlopra támaszkodik, ez egyúttal a kocsialáhajtó. A kőkorlátot ma vaskorlát helyettesíti. A kastélyépület négy sarkán manzárdtetővel fedett toronyszerű kiugrások vannak. Ezeken és a középrizalitokon gömb alakú, lándzsás végződésű bádog csúcsdíszek helyezkednek el. Az egész épület tömeghatásában a négysarokpavilonos francia barokk kastélyokra emlékeztet. A kastély falfelületeinek díszítése jórészt sajátos stílushoz közvetlenül nem köthető motívumokból áll.
A magasföldszint háromszögű, az emelet egyenes szemöldökpárkányú ablakokkal tagolt, közöttük vájatolt lizénák húzódnak. Fogazott koronázópárkányának frízét koszorúkkal megszakított levélfüzér díszíti. Övpárkánya szintén füzérekkel és a Hatvany-Deutsch család címermotívumával, a négylevelű lóherével stukkózott. A lapos plasztikákat több helyen kagylómotívumok egészítik ki.
A főépülethez a nyugati oldalon zárt folyosóval egy nyolcszög alapú melléképület csatlakozik, kiszolgáló helyiségekkel, melynek felületi díszítése hasonló a főépületéhez.
A kastély nyári szálláshelyül szolgált a család számára. Parkjában eredetileg vadászház épült, amit később kertészlaknak használtak.
Az egykori tulajdonos tisztviselői- és munkáslakásokat, valamint vendéglőt is építtetett a kastély környékén.
Parkja egykoron gondozott volt nyugati oldalon kertészettel, délen rózsalugasokkal. Ma beerdősödött a gondozás hiányában.